# Kadir Hodzic
Kadir Hodzic, född 5 augusti 1994, är en svensk-bosnisk fotbollsspelare.

## Karriär
Hodzic moderklubb är Skene IF. Inför säsongen 2011 gick han till Kinna IF. I november 2011 gick Hodzic till IF Elfsborgs U21-lag, där han skrev på ett tvåårskontrakt.
Säsongen 2014 återvände Hodzic till Kinna IF, där han spelade 20 matcher och gjorde fyra mål i Division 3. Säsongen 2015 spelade Hodzic sju matcher för  Motala AIF i Division 1 Norra. Mellan 2015 och 2017 spelade han 63 ligamatcher för Norrby IF.
I januari 2018 värvades Hodzic av AFC Eskilstuna, där han skrev på ett treårskontrakt. AFC Eskilstuna blev nedflyttade från Allsvenskan 2019 och Hodzic utnyttjade då en klausul som gjorde att han kunde bryta sitt kontrakt. I mars 2020 skrev Hodzic på ett ettårskontrakt med Dalkurd FF.
Den 25 augusti 2020 värvades Hodzic till Mjällby AIF, där han skrev på ett kontrakt som är skrivet till juli 2022.
I februari 2022 värvades Hodzic av BK Häcken, där han skrev på ett treårskontrakt. Under säsongen 2022 spelade Hodzic åtta matcher, varav en från start då BK Häcken vann sitt första SM-guld.

## Meriter
BK Häcken
- Svensk mästare: 2022